# Racopilum chevalieri
Racopilum chevalieri là một loài rêu trong họ Racopilaceae. Loài này được Thér. mô tả khoa học đầu tiên năm 1912.